# Edward Anthony Wrigley

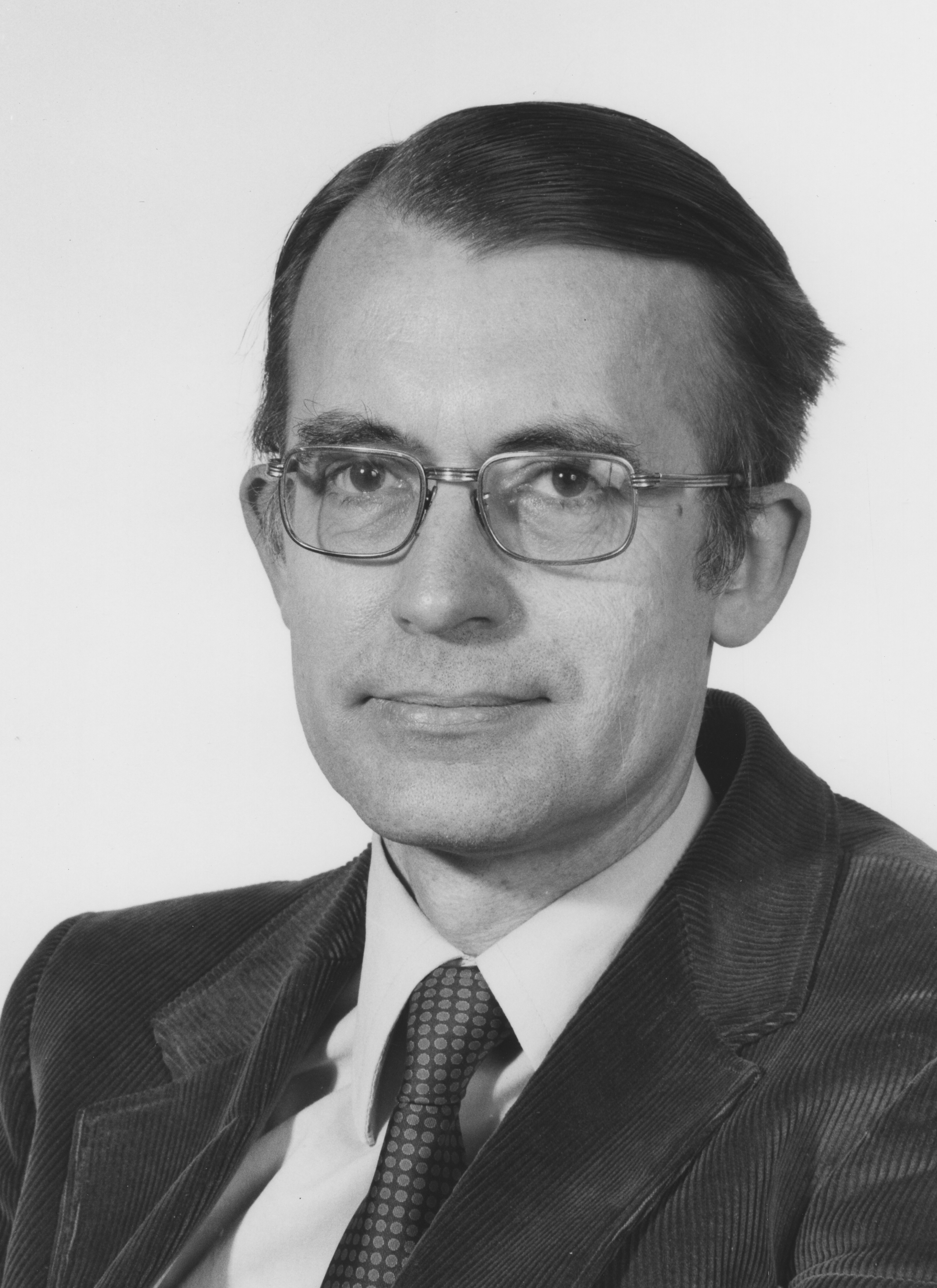
Tony Wrigley in den 1980er Jahren

Sir Edward Anthony Wrigley, Fellow of the British Academy (* 17. August 1931 in Manchester; † 24. Februar 2022, allgemein bekannt als Tony Wrigley) war ein britischer Wirtschaftshistoriker und historischer Demograph.

## Akademischer Werdegang
Wrigley und Peter Laslett (1915–2001) gründeten 1964 gemeinsam die Cambridge Group for the History of Population and Social Structure. Er war von 1994 bis 2000 Master des Corpus Christi College der University of Cambridge und wurde 1980 zum Fellow of the British Academy ernannt, deren Präsidentschaft er von 1997 bis 2001 innehatte.

## Werk
In seinen wissenschaftlichen Leben beschäftigte sich Wrigley insbesondere mit der Zeit vor und während der Industriellen Revolution. Forschungsschwerpunkte von Wrigleys Arbeiten waren insbesondere die Bevölkerungsgeschichte während dieser Transformationsphase sowie die Bedeutung und Auswirkungen des Übergangs von einer traditionellen organischen Ressourcenbasis auf eine mineralische, maßgeblich kohlebasierte Energieversorgung. Darüber hinaus widmete er sich den klassischen Ökonomen Adam Smith, David Ricardo, Thomas Robert Malthus und John Stuart Mill.
Neben vielen anderen Publikationen wurde Wrigley u. a. mit dem 1988 erschienenen Buch Continuity, Chance and Change bekannt, in dem er u. a. darlegte, wieso Malthus Bevölkerungsgesetz durch den Umbau der Energiebasis nicht zur Geltung kam. Im Jahr 2010 erschien mit Energy and the English Industrial Revolution eine Monographie, in der Wrigley die Bedeutung der Kohlenutzung für das Nichtabbrechen des durch die Industrielle Revolution ausgelösten Wirtschaftswachstums darlegte.

## Auszeichnungen
1989 wurde er als ordentliches Mitglied in die Academia Europaea aufgenommen. Seit 2001 ist er Mitglied der American Academy of Arts and Sciences sowie der American Philosophical Society. 2005 erhielt er die Leverhulme-Medaille der British Academy. Für sein akademisches Wirken wurden ihm mehrere Ehrendoktorwürden zuteil. 

## Publikationen
- Industrial growth and population change. A regional study of the coalfield areas of north-west Europe in the later nineteenth century. Cambridge University Press, 1961.
- als Herausgeber: An introduction to English historical demography from the sixteenth to the nineteenth century. Weidenfeld & Nicolson, London 1966.
- Population and history. Weidenfeld & Nicolson, London 1969, ISBN 0-303-17579-6.
- als Herausgeber: Nineteenth-century society essays in the use of quantitative methods for the study of social data. Cambridge University Press, 1972, ISBN 0-521-08412-1.
- Population private choice and public policy (The Essex Hall lecture). The Lindsey Press, London 1972.
- Identifying people in the past. Arnold, London 1973, ISBN 0-7131-5694-5.
- People, cities, and wealth. The transformation of traditional society. Blackwell, 1987, ISBN 0-631-13991-5.
- The population history of England, 1541-1871. A reconstruction. Harvard University Press, Cambridge/Mass 1981, ISBN 0-674-69007-9.
- People Cities and Wealth. The Transformation of Traditional Society. Blackwell, 1989, ISBN 0-631-16556-8.
- Continuity, Chance and Change. The Character of the Industrial Revolution in England. Cambridge University Press, 1990, ISBN 0-521-39657-3.
- Poverty, Progress, and Population, Cambridge University Press, 2004, ISBN 0-521-82278-5.
- mit R. S. Davies, J. E. Oeppen, R. S. Schofield: English Population History from Family Reconstitution 1580-1837. Cambridge University Press, 2005, ISBN 0-521-02238-X.
- Industrial Growth and Population Change. Cambridge University Press, 2007, ISBN 0-521-02553-2.
- Energy and the English Industrial Revolution. Cambridge University Press, 2010, ISBN 978-0-521-76693-7.
- The Path to Sustained Growth. England's Transition from an Organic Economy to an Industrial Revolution. Cambridge University Press, 2016, ISBN 978-1-316-50428-4.